# 광주광역시유아교육진흥원
광주광역시유아교육진흥원(光州廣域市幼兒敎育進興院)은 지방교육자치에 관한 법률 제32조 및 유아교육법제3조와 제6조에 따라 유아를 건전하게 교육하고, 유아교육에 관한 연구와 정보제공, 프로그램 및 교재·교구개발, 유아교육 관련 각종 연수 및 평가에 관한 사항을 위하여 광주광역시교육청 산하에 설치된 소속기관이다.